# Carib Aviation
Carib Aviation – linia lotnicza z siedzibą w Antigui, w Antigua i Barbuda. Głównym węzłem jest port lotniczy VC Bird.

## Porty docelowe
- Anguilla
  - The Valley (Port lotniczy Clayton J. Lloyd)
- Antigua i Barbuda
  - Saint John’s (Port lotniczy VC Bird)
  - Codrington (Port lotniczy Codrington)
- Dominika
  - Marigot (Port lotniczy Melville Hall)
  - Roseau (Port lotniczy Canefield)
- Gwadelupa
  - Pointe-à-Pitre (Port lotniczy Pointe-à-Pitre)
- Martynika
  - Fort-de-France (Port lotniczy Martynika)
- Montserrat
  - Brades (Port lotniczy John A. Osborne)
- Saint Kitts i Nevis
  - Charlestown (Port lotniczy Vance W. Amory)
  - Basseterre (Port lotniczy Robert L. Bradshaw)
- Saint Lucia
  - Castries (Port lotniczy George F. L. Charles)
  - Vieux Fort (Port lotniczy Hewanorra)
  - Kingstown (Port lotniczy E. T. Joshua)
  - Beef Island (Port lotniczy Terrence B. Lettsome)